# Adesmia cabrerae
Adesmia cabrerae är en ärtväxtart som beskrevs av Arturo Erhardo Erardo Burkart. Adesmia cabrerae ingår i släktet Adesmia och familjen ärtväxter. Inga underarter finns listade i Catalogue of Life.